# Masacrul de la Stockholm
Baia de sânge de la Stockholm, sau masacrul de la Stockholm (în suedeză Stockholms blodbad, în daneză Det Stockholmske Blodbad), a avut loc în urma invaziei reușite a Suediei de către forțele daneze sub comanda regelui Christian al II-lea. Masacrul a fost compus dintr-o serie de evenimente ce au avut loc în perioada 7–9 noiembrie 1520, cu punctul culminant în ziua de 8, când circa 80–90 de oameni (în principal nobili și clerici susținători ai grupării Sture) au fost executați, în ciuda promisiunii de amnistie generală dată de regele Christian.

## Context

### Facționalismul politic din Suedia
Baia de sânge de la Stockholm a fost o consecință a conflictului dintre pro-unioniștii suedezi (susținători ai Uniunii de la Kalmar, structură dominată pe atunci de Danemarca) și antiunioniștii (susținătorii independenței Suediei), precum și a celui dintre antiunioniști și aristocrația daneză adversară a regelui Christian din alte motive.
Gruparea antiunionistă era condusă de Sten Sture cel Tânăr, iar partidul prounionist, de arhiepiscopul Gustavus Trolle.

### Intervențiile militare ale regelui Christian
Regele Christian, care deja luase măsuri în scopul izolării politice a Suediei, a intervenit în ajutorul arhiepiscopului Trolle, aflat sub asediu în cetatea sa de la Stäket, dar a fost învins de Sture și de armata sa țărănească la Vedila, fiind obligat să revină în Danemarca. O a doua tentativă de aducere a Suediei sub controlul său a avut loc în 1518 și a fost și ea oprită de victoria lui Sture de la Brännkyrka. În cele din urmă, o a treia tentativă efectuată în 1520 cu o mare armată de mercenari francezi, germani și scoțieni s-a terminat cu succes.
Sture a fost rănit mortal în bătălia de la Bogesund, din 19 ianuarie. Armata daneză se apropia fără opoziție de Uppsala, unde se adunaseră membrii Riksdagului suedez. Senatorii au căzut de acord să depună jurământ de credință lui Christian, cu condiția ca el să amnistieze toate faptele din trecut și să garanteze că Suedia va fi guvernată conform legilor și obiceiurilor pământului. O convenție în acest sens a fost confirmată la 31 martie de rege și de consiliul de coroană danez.
Văduva lui Sture, Dame Christina Gyllenstierna, încă opunea rezistență în Stockholm cu ajutorul țăranilor din centrul Suediei, și i-a învins pe danezi la Balundsås în 19 martie. În cele din urmă, forțele ei au fost învinse în bătălia de la Uppsala  (långfredagsslaget vid Uppsala) în Vinerea Mare, pe 6 aprilie.
În mai, a sosit o flotă daneză și Stockholmul a fost atacat de pe mare și de pe uscat. Dame Christina a rezistat încă patru luni, capitulând la 7 septembrie, cu condiția acordării amnistiei. La 1 noiembrie 1, reprezentanții poporului au jurat credință lui Christian, recunoscându-l ca monarh ereditar al Suediei, deși legea pământului era aceea a unei coroane elective.

## Masacrul
În ziua de 4 noiembrie, Gustavus Trolle l-a uns pe Christian rege al Suediei în Storkyrkan („marea biserică” din Stockholm), iar acesta a depus tradiționalul jurământ de a domni în țară doar cu sfetnici suedezi. Timp de trei zile după aceea, s-a ținut un banchet.
În ziua de 7 noiembrie, au început evenimentele băii de sânge de la Stockholm. În seara acelei zile, Christian a chemat mai mulți lideri suedezi la o conferință restrânsă la palat.
În zorii zilei de 8 noiembrie, soldații danezi, au intrat cu torțe aprinse în sala palatului regal și au luat cu ei câțiva nobili. În aceeași seară, au fost închiși mulți alți oaspeți ai regelui. Toți aceștia fuseseră trecuți pe o listă de proscripție a arhiepiscopului Trolle.
A doua zi, în 9 noiembrie, un consiliu condus de arhiepiscopul Trolle i-a condamnat pe cei de pe listă la moarte pentru erezie; principalul cap de acuzare a fost acela că s-au unit într-un pact cu scopul de a-l da jos pe Trolle din scaun. Mulți dintre ei erau însă membri de marcă ai grupării Sture și deci potențiali adversari ai regilor danezi. La orele prânzului, episcopii antiunioniști de Skara și Strängnäs au fost decapitați în piața mare a orașului. Paisprezece nobili, trei burgomasteri, paisprezece membri ai sfatului orașului și circa douăzeci de cetățeni de rând au fost spânzurați sau decapitați.
Execuțiile au continuat și a doua zi (10 noiembrie). Conform călăului-șef Jörgen Homuth, 82 de oameni au fost executați.
Se spune că Christian s-a răzbunat și pe cadavrul lui Sten Sture, pe care l-ar fi dezgropat și ars, precum și pe cel al copilului său mai mic. Văduva lui Sture, Dame Christina, și multe alte femei nobile suedeze, au fost trimise ca prizoniere în Danemarca.

## Urmări
Christian a justificat masacrul printr-o proclamație adresată poporului suedez, afirmând că a fost o măsură necesară pentru a evita o interdicție papală, dar, atunci când și-a cerut scuze de la Papă pentru decapitarea episcopilor, a dat vina pe trupele sale pe care le-a acuzat de acte de răzbunare neautorizate.
Dacă intenția ce a stat la originea execuțiilor a fost aceea de a-i supune prin frică pe antiunioniști, strategia a fost total contraproductivă. Gustav Vasa era fiul lui Erik Johansson, una dintre victimele masacrului. După ce a aflat vestea, Vasa a călătorit în nord, în provincia Dalarna să caute susținere pentru o nouă revoltă. Populația, informată despre ce se întâmplase, s-a raliat de partea sa. Armata ridicată astfel a reușit să învingă forțele lui Christian în Războiul Suedez de Eliberare. În mod ironic, „baia de sânge”, un act al cărui scop era întărirea poziției unioniștilor, s-a dovedit a fi catalizatorul care a dus la despărțirea definitivă a Suediei de Danemarca.

## Propaganda și viziunile ulterioare
Baia de sânge de la Stockholm a precipitat în Suedia o îndelungată ostilitate față de danezi, de atunci cele două popoare fiind aproape permanent în stare de ostilitate (fiecare dorind cucerirea celuilalt sau răzbunarea asupra lui). Aceste ostilități au evoluat într-o luptă pentru hegemonie în zona Scandinaviei și a Germaniei de Nord și au durat aproape trei sute de ani. Amintirea masacrului a fost folosită de suedezi pentru a se putea prezenta pe ei înșiși ca fiind partea nedreptățită, chiar și atunci când ei se aflau în situația de avantaj militar și politic, cum ar fi în cazul cuceririi și anexării Scaniei până la tratatul de la Roskilde din 1658.

### Christian Tiranul și Christian cel Bun
Evenimentul i-a adus lui Christian al II-lea porecla Kristian Tyrann în Suedia, poreclă după care este cunoscut până în ziua de azi. În Suedia circulă ideea greșită că regele Christian al II-lea ar fi cunoscut în Danemarca sub numele Christian den Gode („cel Bun”), aceasta fiind doar un mit. Christian al II-lea a fost însă pe timpul vieții sale un monarh popular în rândul țărănimii din ambele țări. Conform profesorului și istoricului suedez Gunnar Richardson, acest mit a fost prezentat mai întâi în manualele suedeze și promovat de autori suedezi de genul lui Alf Henrikson. Richardson scrie: „de ce s-a răspândit atât de mult această legendă în Suedia? Răspunsul este simplu: îndeplinește o funcție didactică și în același timp ideologică. În educația istorică din școli și în pregătirea profesorilor nu există exemplu mai bun de istoriografie de orientare naționalistă și etnocentrică.”
Conform istoricilor danezi, în Danemarca Christian al II-lea nu a avut o poreclă. Într-un interviu cu Richardson din 1979, istoricul danez Mikael Venge, autorul articolului despre Christian al II-lea din Dansk Biografisk Leksikon spunea: „cred că ar trebui să protestați data viitoare când la vreun radio suedez se mai fac asemenea afirmații nefondate ce ar putea fi interpretate ca și cum danezii ar fi aprobat baia de sânge de la Stockholm.” Chiar și astăzi, ghidurile turistice din Stockholm „piperează” descrierile orașului vechi (Gamla Stan) cu legende despre „reabilitarea” lui Christian al II-lea în Danemarca.

## În ficțiune
Baia de sânge de la Stockholm formează o mare parte a romanului istoric din 1948 Mikael Karvajalka scris de romancierul finlandez Mika Waltari. Evenimentele sunt descrise prin ochii lui Mikael Karvajalka, un tânăr finlandez aflat la acea vreme în Stockholm.
Evenimentul a fost descris și în romanul din 1901 Kongens Fald (Căderea regelui) de Johannes V. Jensen (Collier-MacMillan Canada Ltd; 1995. ISBN 978-0-9643394-2-2). Mai multe referiri la baia de sânge de la Stockholm apar în Cartea lui Freddy (Knopf, 1980, ISBN 978-0-394-50920-4; White Pine Press, 2007, ISBN 978-1-893996-84-7) scrisă de romancierul american John Gardner.